# Gail Rosseau
Gail Linskey Rosseau, née en 1956, est une neurochirurgienne américaine travaillant à l’institut neurologique des hôpitaux Northshore, à Chicago, dans l’Illinois.
Elle est membre du conseil d’administration de la American Association of Neurological Surgeons (AANS), de la Société de neurochirurgie de langue française (SNCLF) et de la World Federation of Neursurgical Societies (WFNS)

## Biographie
Elle a suivi la totalité de son cursus en neurochirurgie à l’université George Washington. Elle a ensuite complété sa formation en se spécialisant sur la base du crâne et la chirurgie micro vasculaire à l’université de Pittsburgh en Pennsylvanie. Pour finir, elle a approfondi ses connaissances sur la base du crâne au Val-de-Grâce à Paris en France,.

## Recherches
Elle est spécialisée dans les soins des troubles neurologiques de la base du crâne. Cela comprend les tumeurs de l’hypophyse, les méningiomes, les neurinomes de l'acoustique, les tumeurs malignes crâniennes et cervicales. 
Auteur de dizaines d’articles spécialisés, elle est aussi coauteur d’un article sur les femmes en neurochirurgie intitulé The future of neurosurgery. Elle est régulièrement invitée à des conférences, où elle intervient sur différents sujets concernant son domaine d’expertise. 
Gail Rosseau est l'une des trois cents femmes neurochirurgiens aux États-Unis, sur un total de plus de 3 000 neurochirurgiens dans le pays. Elle publie et intervient souvent sur différents sujets de neurochirurgie, aux États-Unis comme à l'étranger. Ses sujets de prédilection sont : les traitements novateurs pour les patients atteints de tumeurs de l'hypophyse, la névralgie du trijumeau, les méningiomes et l’hydrocéphalie. Elle est pionnière dans l'utilisation de la chirurgie endoscopique, peu invasive, pour le traitement des tumeurs de l'hypophyse. 
Ses recherches actuelles portent sur le traitement des métastases des cancers du sein ainsi que sur l’idiopathique hydro-céphalique à pression normale.
Elle a reçu un grand nombre de récompenses comme : le Chicago Woman Mentor of the year et l'American Association of Neurological Surgeons/American College of Surgeons Health Policy Fellowship (2008-2009).

## Associations
Elle est impliquée dans des associations tel que : Brain Injury Association of Illinois ou ThinkFirst. 
Elle est intervenue comme maitre de cérémonie au 14e congrès mondial annuel de neurochirurgie qui a eu lieu en août 2009, à Boston. Elle a aussi été orateur d’honneur à l’inauguration de Sanford School of Public Policy à l’université de Duke, Durham (Caroline du nord), en octobre 2009.
Elle s’investit dans plusieurs programmes philanthropiques. Elle est, par exemple, bénévole au conseil d’administration de The Foundation for Education in Neurosurgery. Cette association envoie des neurochirurgiens volontaires et bénévoles dans les pays en voie de développement. Elle fait aussi partie du conseil d’administration de The World Federation of Neurosurgical Societies Foundation. Cette association se charge de lever des fonds pour fournir de l’équipement neurochirurgical aux pays en voie de développement.
Elle ne s’implique pas seulement dans les domaines de la médecine, elle étend ses activités en s’impliquant dans l’œcuménisme religieux en tant que bénévole dans le conseil d’administration de the Interfaith Youth Core. Elle est aussi au conseil d'administration de l’université Dominican, située à River Forest dans l’état de l’Illinois.
Avec ses deux enfants, elle a lancé un programme de prévention sur les blessures de la tête et de la moelle épinière dans les pays francophone d’Afrique.

## Soutien à Barack Obama
Le soutien de Gail Rosseau au président Barack Obama date de 2003. Elle s’est impliquée personnellement et financièrement dans les campagnes sénatoriales et présidentielles de Barack Obama. Pendant les primaires et la campagne pour les élections présidentielles, elle a tenu le rôle de représentante sur les problèmes liée à l’assurance maladie.
En décembre 2008, elle a été pressentie pour le poste de Chirurgien général des États-Unis pour le président Obama. Le 5 mars 2009, Sanjay Gupta, présentateur d’une émission médicale sur CNN, s’est retiré de la course pour devenir Chirurgien Général, ce qui a fait du docteur Rosseau l’un des meilleurs postulants pour ce poste.
Sa candidature au poste de Chirurgien Général des États-Unis a été soutenue, entre autres, par : American Medical Association, American College of Neurosurgerons, American Association of Neurological Surgeons, The Congress of Neurological Surgeons et The American Association of Orthopaedic Surgeons.